# 가비냐노
가비냐노(이탈리아어: Gavignano)는 이탈리아 라치오주 로마현에 위치한 코무네다. 로마로부터 남동쪽 50 km 거리에 있다.
도시의 명칭은 율리우스 카이사르의 동맹이며 폼페이우스의 친구이자, 로마의 집정관, 장군이었던 아울루스 가비니우스의 이름에서 유래한 것으로 믿어진다.
교황 인노첸시오 3세가 1160년에 이곳에서 태어났다.